# Hyetussa
Hyetussa Simon, 1902 è un genere di ragni appartenente alla famiglia Salticidae.

## Distribuzione
Le 6 specie note di questo genere sono diffuse in America meridionale, in particolare in Argentina, Paraguay, Perù e Venezuela.

## Tassonomia
In uno studio del 1963 l'aracnologa Galiano pose in omonimia le due specie H. cribrata e H. simoni; tredici anni dopo, nel 1976, riconobbe validi i caratteri distintivi di queste due specie e le tolse dall'omonimia, ridenominandole.
A maggio 2010, si compone di sei specie:
- Hyetussa aguilari Galiano, 1978 — Perù
- Hyetussa andalgalaensis Galiano, 1976 — Argentina
- Hyetussa cribrata (Simon, 1901) — Paraguay, Argentina
- Hyetussa mesopotamica Galiano, 1976 — Argentina
- Hyetussa secta (Mello-Leitão, 1944) — Argentina
- Hyetussa simoni Galiano, 1976[2] — Venezuela